# Kim (prenome)
Kim é um nome unissex masculino e feminino. Também é usado como um diminutivo ou apelido para nomes como Kimberly, Kimberley, Kimball e Kimiko. No Quênia, é a abreviação de Kimani ou Kimathi, que são nomes masculinos. 
Um uso notável do nome foi o fictício ouriço da rua Kimball O'Hara no livro de Rudyard Kipling Kim, publicado em 1901. O nome também é encontrado na abertura do romance <i id="mwEg">Show Boat</i>, de Edna Ferber, em 1926, cuja protagonista feminina Magnolia nomeia sua filha Kim; o nome foi inspirado na convergência dos três estados de Kentucky, Illinois e Missouri - onde a criança nasceu. 
Entre os anos 1900 e 1960, o nome Kim foi dado principalmente aos meninos, apesar do uso desse nome para personagens masculinos e femininos na literatura popular e, posteriormente, filmes da época.  Na Escandinávia, Kim pode ser usado com mais frequência como nome masculino, sendo uma forma curta comum de Joakim. 
Na Rússia Ким (Kim) é um diminutivo/apelido de Ioakim ( em russo:  Иоаким ), " Joaquim ".  Sua popularidade no início da era soviética foi explicada por ser também o acrônimo de Коммунистический Интернационал Молодежи  (Kommunistichesky Internatsional Molodyozhi, Jovem Internacional Comunista). 

## Pessoas notáveis

### Política
- Kim Beazley, político australiano, filho de Kim Edward Beazley
- Kim Edward Beazley, político australiano
- Kim Kataguiri, ativista político brasileiro
- Kim Campbell, primeira e única (até à data) primeira-ministra canadense
- Kim Guadagno, político de Nova Jersey

### Esportes
- Kim Batiste, jogador de beisebol americano
- Kim Bokamper, jogador de futebol americano
- Kim Boutin, patinadora no gelo de pista curta canadense
- Kim Chizevsky-Nicholls, fisiculturista profissional da IFBB
- Kim Clijsters (nascido em 1983), tenista belga
- Kim Eagles (nascido em 1976), atirador esportivo canadense
- Kim English, jogador de basquete estadunidense
- Kim Gevaert, atleta de sprint belga
- Kim Grant (jogador de futebol), ex-jogador de futebol do Gana
- Kim Grant (tênis), tenista sul-africano
- Kim Green, proprietário e promotor da corrida britânico-australiana
- Kim Hagger, atleta inglês de atletismo
- Kim Hirschovits, jogador finlandês de hóquei no gelo
- Kim Hughes, jogador de críquete australiano
- Kim Huybrechts, jogador de dardos belga
- Kim Johnsson, defensor profissional sueco de hóquei no gelo
- Kim Källström, futebolista sueco
- Kim Rhode, atirador de tiro ao alvo
- Kim Staal, jogador dinamarquês de hóquei no gelo
- Kim Sunna, jogador sueco de hóquei no gelo profissional
- Kim Warwick, ex-tenista australiano
- Carlos Henrique Dias, futebolista brasileiro alcunhado "Kim"

### Artistas
- Lil 'Kim (nascida em 1975), rapper estadunidense
- Kim Appleby (nascida em 1961), cantora britânica
- Kim Basinger (nascido em 1953), atriz estadunidense
- Kim Bodnia (nascido em 1965), ator e diretor dinamarquês
- Kim Carnes (nascida em 1945), cantora estadunidense
- Kim Cascone (nascido em 1955), compositor estadunidense de música eletrônica
- Kim Cattrall (nascida em 1956), atriz canadense
- Kim Chiu (nascida em 1990), atriz e cantora filipina
- Kim Coates (nascido em 1958), ator canadense
- Kim Deal (nascido em 1961), músico estadunidense
- Kim Deitch (nascido em 1944), artista estadunidensede quadrinhos
- Kim Fields (nascida em 1969), atriz estadunidense
- Kim Gannon (1900-1974), compositor estadunidense
- Kim Gordon (nascido em 1953), músico americano
- Kim Henkel, roteirista e diretor estadunidense
- Kim Ljung (nascido em 1971), músico norueguês
- Kim Manners (1951–2009), diretor e produtor de televisão estadunidense
- Kim Mitchell (nascido em 1952), músico canadense e personalidade de rádio
- Kim Moyes, músico australiano
- Kim Novak (nascida em 1933), atriz estadunidense
- Kim Petersen (nascido em 1956), também conhecido como King Diamond, cantor dinamarquês
- Kim Petras (nascido em 1992), cantor alemão
- Kimberley Rew (nascido em 1951), cantor e compositor inglês
- Kim Rossi Stuart (nascido em 1969), ator e diretor de cinema italiano
- Kim Thayil (nascido em 1960), músico estadunidense, guitarrista do Soundgarden
- Kim Walker-Smith (nascido em 1981), cantor e compositor estadunidense, líder de adoração da Jesus Culture Band
- Kim Wilde (nascido em 1960), cantor inglês
- Kim Wyatt (nascida em 1982), cantora e dançarina estadunidense
- Kim Yashpal (Kim; ativa desde 1979), atriz e modelo de cinema indiano
- Kim Zolciak (nascida em 1978), cantora estadunidense e estrela da realidade de The Real Housewives of Atlanta